# Prohydata pellucidaria
Prohydata pellucidaria là một loài bướm đêm trong họ Geometridae.